# Kestur Amanikere, Tumkur
Kestur Amanikere là một làng thuộc tehsil Tumkur, huyện Tumkur, bang Karnataka, Ấn Độ.